# Rader Hochbrücke
Die Rader Hochbrücke nahe Rendsburg, auch als Hochbrücke Rader Insel oder Europabrücke bezeichnet, ist eine 1498 m lange 1972 fertiggestellte Brücke, die im Zuge der Bundesautobahn 7 den Nord-Ostsee-Kanal überspannt. Sie ist in Deutschland nach der Ruhrtalbrücke Mülheim die zweitlängste Straßenbrücke aus Stahl. Offizieller Baubeginn des Ersatzneubaus mit sechs Fahrstreifen war April 2023. Es wird von einer Bauzeit bis 2030 ausgegangen für eines der größten Brückenmodernisierungsprojekte in Deutschland.

## Lage
Das Bauwerk liegt in Schleswig-Holstein östlich von Rendsburg in der Nähe des namensgebenden Rade zwischen der Anschlussstelle Rendsburg/Büdelsdorf und dem Autobahnkreuz Rendsburg. Es überspannt mit vier Fahr- und zwei Standstreifen in einer maximalen Höhe von ungefähr 49 m den Nord-Ostsee-Kanal, die Rader Insel und die Borgstedter Enge (das alte Flussbett der Eider). Die lichte Durchfahrtshöhe für Schiffe beträgt 42 m. Die Autobahntrasse ist im Grundriss im Bereich der Brücke mit einem Radius von 12.500 m gekrümmt, die Rampenneigungen betragen ungefähr 3,0 %.

## Brücke von 1972
Gebaut wurde die Brücke zwischen den Jahren 1969 und 1972. Der ausgesprochen elegante, leichte Eindruck der Brücke ist den schmalen Hauptträgern und nicht zuletzt den Doppelpfeilern geschuldet. Bei der ähnlich breiten neuen Levensauer Straßenbrücke kamen dagegen Pfeilerscheiben und ein schmaler Hohlkastenquerschnitt zur Ausführung.

### Überbau
Die Brücke hat einen fugenlosen stählernen Überbau mit dem Durchlaufträger als Bauwerkslängssystem. Die Gesamtlänge der 15-feldrigen Brücke beträgt 1497,50 m, bei Stützweiten von 77,0 m – 80,0 m – 111,73 m – 221,54 m – 111,73 m – 5 × 84,0 m – 3 × 104,0 m – 88,0 m – 75,5 m. Die Konstruktionshöhe ist im Regelfall konstant 5,0 m. Im Bereich des Kanalfeldes ist sie voutenartig mit einem Maximum von 9,5 m über den Kanalpfeilern ausgeführt. In Querrichtung besteht der Überbau aus zwei im Abstand von 17,0 m angeordneten Hauptträgern und einer 29,5 m breiten orthotropen Fahrbahnplatte. Querträger sind im Abstand von 4,0 m vorhanden und tragen die 6,25 m auskragende Fahrbahnkonstruktion.
Die Montage des Brückenüberbaus erfolgte im Freivorbau. Dabei wurden, außer im Kanalbereich, ein bis zwei Hilfsstützen pro Feld eingesetzt.
Die Brücke überquert hoch aufragend ein sehr flaches Gebiet, das durch seine maritimen Einflüsse, insbesondere während des Winterhalbjahres, häufiger Wind und Böen in Sturmstärke erlebt. Da diese hohen Windgeschwindigkeiten für hohe und gleichzeitig leichte Fahrzeuge ein Stabilitätsproblem bedeuten können, wird die Brücke mehrmals im Jahr für leere LKW sowie Fahrzeuge mit leeren Anhängern gesperrt. In seltenen Fällen wird sie sogar für den gesamten Verkehr gesperrt. Der Ausweichverkehr wird in der Regel durch den Kanaltunnel Rendsburg geleitet.

### Unterbauten
Der Überbau wird durch Einzelpfeilerpaare abgetragen. Die bis zu 41 m hohen Pfeiler besitzen einen Stahlbetonhohlquerschnitt. Die Kanalpfeilerköpfe haben Außenabmessungen von 2,7 m × 3,0 m (am Fuß 5,26 m × 5,04 m) und Wandstärken von 60 cm und stehen auf 18,5 m hohen Senkkästen, mit einem Grundriss von 24,3 m × 19,3 m.
Bei den Normalpfeilern betragen die Abmessungen der Köpfe 2,25 m × 2,55 m und die Wandstärken 40 cm. In der Eider haben diese eine Tiefgründung, bestehend aus Stahlrohrrammpfählen mit 91 cm Durchmesser und maximal 19 m Länge. Alle anderen Pfeiler sind in einer Tiefe von 3 m bis 4 m flach gegründet.

### Politikum

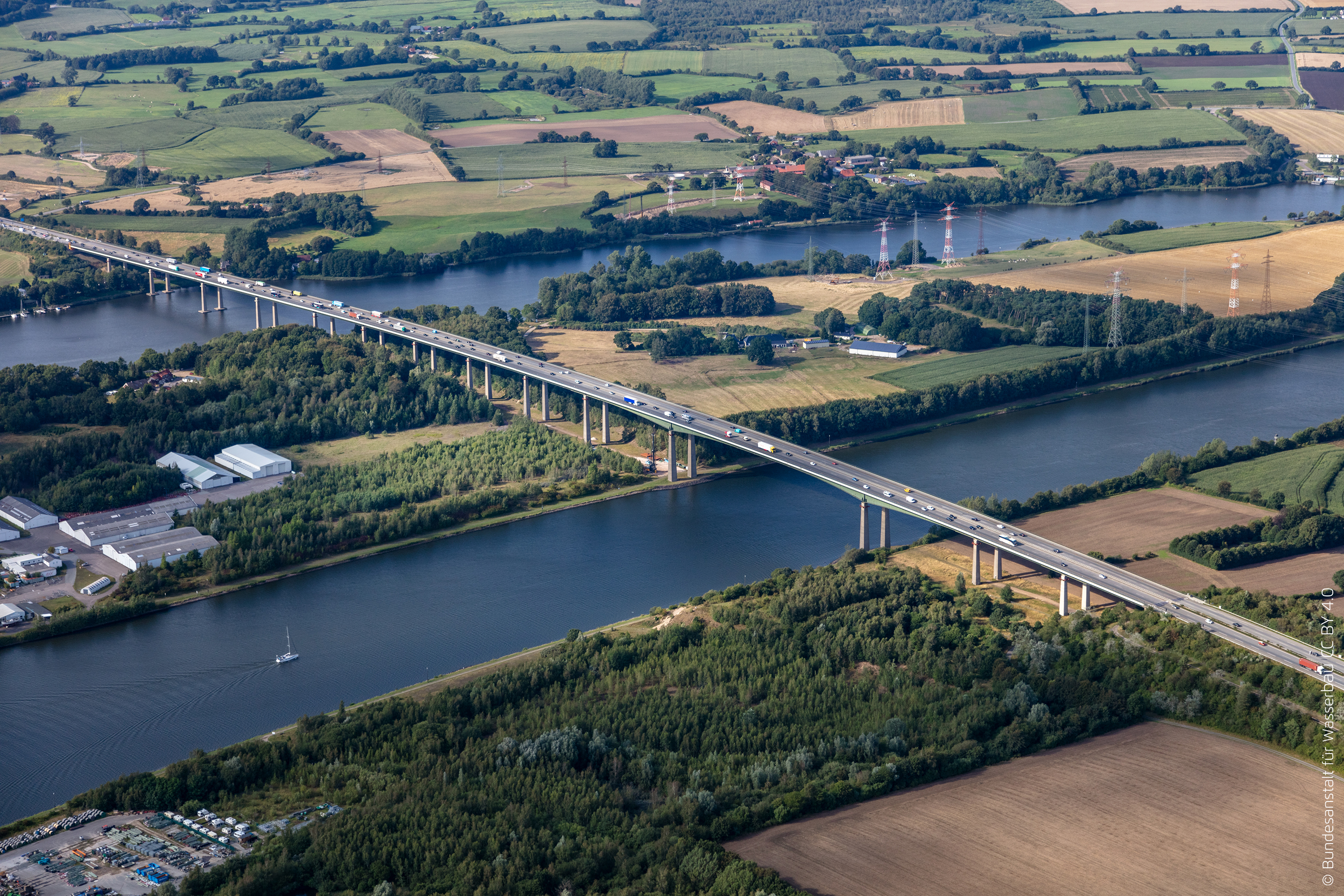
Luftbild der Rader Hochbrücke

Bei regulären Sanierungsarbeiten an Verschleißelementen wurden im Juli 2013 massive Schäden an den Pfeilerköpfen festgestellt. Die Rader Hochbrücke musste für Fahrzeuge über 7,5 t gesperrt werden, für den übrigen Verkehr blieben lediglich zwei Fahrstreifen geöffnet. Nach Beendigung der Instandsetzungsarbeiten wurde die Brücke für Fahrzeuge über 7,5 t am 8. November 2013 wieder freigegeben. Für Lastwagen gilt auf der Brücke Tempo 60, Pkw dürfen bei normalen Windverhältnissen mit Tempo 100 fahren. Lkw müssen einen Mindestabstand von 25 Metern einhalten.
Zwar sind das Verkehrsaufkommen und die Belastung durch den Schwerlastverkehr heute dreimal so hoch wie 1970; die Brücke sollte aber mindestens 90 Jahre halten. Statiker halten die Ausführung vieler Arbeiten für „mangelhaft“. Bröselnder Beton und Hohlräume seien vielleicht erst der Anfang. Im Bauwerksbuch ist der derzeitige Zustand der Brücke mit „3“ angegeben, d. h. kritischer Bauwerkszustand. Die Sanierung der Pfeilerköpfe und Instandsetzung der Fahrbahnübergänge kostete 2,7 Millionen Euro.
Unterstützt von Wirtschaft und ADAC, fordern Meyer, Kai Vogel, Hans-Jörn Arp und Andreas Tietze bereits den Neubau einer Brücke oder eines Tunnels. Bis zur Freigabe rechnet Johannes Callsen mit 10 bis 15 Jahren; in diesem Zeitraum würde sich das heutige Verkehrsaufkommen verdoppeln. Eine kombinierte Straßen- und Bahnlösung könnte die über 60 Jahre ältere Rendsburger Hochbrücke aus den 1910er Jahren ersetzen und den Kanaltunnel Rendsburg entlasten. Oliver Kumbartzky verlangt „endlich eine alternative Route neben der Bundesautobahn 7“. Überfällig sei der Ausbau der Bundesstraße 5 nördlich von Heide (Holstein).
Zeitungen wie das Hamburger Abendblatt sahen bei der Rader Hochbrücke (wie beim Nord-Ostsee-Kanal) „unerträgliches“ Versagen der Politik, die den Verfall der Infrastruktur Deutschlands zu verantworten hat.
Statische Nachrechnungen ergaben im Jahr 2014 eine Restnutzungsdauer des stählernen Überbaus bis 2026. Mitte September 2015 wurden am Anfang und Ende der Brücke insgesamt vier Blitzersäulen installiert. Die Radaranlagen können zwischen Pkw und Lkw differenzieren und die jeweiligen Geschwindigkeiten ermitteln.

## Neubau
Die Planungen für die neue Rader Hochbrücke haben 2014 begonnen. Mit dem Sechsten Gesetz zur Änderung des Bundesfernstraßengesetzes wurden im Jahr 2015 zwecks Baubeschleunigung Klagen gegen die Planfeststellung des Ersatzneubaus auf das Bundesverwaltungsgericht beschränkt.
Die staatseigene Projektmanagementgesellschaft Deges erhielt den Auftrag zur Realisierung einer neuen Brücke mit sechs Fahrstreifen im Verlauf der Bundesautobahn 7. Sie sollte 2029 fertig sein und bei laufendem Verkehr errichtet werden. Demnach ist geplant, zunächst das östliche Teilbauwerk zu errichten, den Verkehr nach Fertigstellung auf die neue Brücke umzuleiten und danach die alte Brücke abzutragen. Anschließend soll der zweite neue Brückenteil gebaut werden. Beidseits sind 3 m hohe Lärm- bzw. Windschutzwände vorgesehen. Der Auftrag für das östliche Teilbauwerk wurde im Dezember 2022 mit einem Auftragswert 307 Millionen Euro an die Bietergemeinschaft Implenia Construction, ZSB Zwickauer Sonderstahlbau und Plauen Stahl Technologie vergeben. Offizieller Baubeginn für den Ersatzneubau war im April 2023. Es wird von einer Bauzeit bis 2030 ausgegangen.

### Konstruktion
Die in Bau befindliche Brücke soll aus zwei Teilbauwerken mit jeweils drei Richtungsfahrbahnen bestehen. Es ist eine Kastenträgerbrücke in Stahlbeton-Verbundbauweise mit dem Durchlaufträger als Bauwerkslängssystem geplant. Beidseits des weit gespannten Kanalfeldes sind Vouten aus Stahlbeton über den Kanalpfeilern vorgesehen. Die Gesamtstützweite der 16-feldrigen Brücke beträgt 1500 m, bei Stützweiten von 64 m – 80 m – 124 m – 224 m – 124 m – 88 m – 2 × 84,0 m – 4 × 80 m – 84,0 m – 2 × 80,0 m – 64 m. Die Überbauten sollen jeweils aus einem parallelgurtigen, geschlossenen Stahlhohlkasten mit beidseitigen Konsolträgern bestehen und einer Stahlbeton-Fahrbahnplatte.

### Bau
Die Montage der Stahlkonstruktion des Brückenüberbaus erfolgt größtenteils im Taktschiebeverfahren. Diese wird an den Widerlagern in einem eingehausten Taktkeller aus angelieferten Bauteilen zusammengebaut und abschnittsweise eingeschoben. Anschließend folgt auf dem Stahltragwerk die Herstellung der Stahlbeton-Fahrbahnplatte.
Das erste Teilbauwerk entsteht parallel zur bisherigen Brücke. Nach dessen Fertigstellung erfolgt der Abbruch der alten Brücke. Teile der Brücke sollen gesprengt, andere per Kran demontiert oder (über dem Wasser) im Litzenhubverfahren herabgelassen werden. Im Anschluss soll das zweite Teilbauwerk errichtet werden.
Am 28. Juni 2024 erreichte die von Norden eingeschobene Stahlkonstruktion den ersten Pfeiler. Im Oktober begann das Taktschiebeverfahren auf der Südseite. Es soll Ende 2025 abgeschlossen sein.